# Kosobudzkie
Kosobudzkie (niem. Glocken See, Jezioro Kosobudzkie, Kosobudz Mały, Jezioro Małe) – jezioro w województwie lubuskim, w powiecie świebodzińskim, w gminie Łagów, w miejscowości Kosobudz.

## Charakterystyka
Powierzchnia jeziora to 9,2 ha. Użytkowane przez Polski Związek Wędkarski Okręg w Zielonej Górze. Leży ono na południowy wschód od Kosobudza.
Jezioro to położone jest w otulinie Gryżyńskiego Parku Krajobrazowego, w pobliżu wsi Kosobudz. Jest ono niewielkim, bezodpływowym oczkiem wodnym. Prawdopodobnie zasilane jest wodami podziemnymi. Od zachodniej strony akwen graniczy z polami i łąkami wsi Kosobudz. Pozostała część (ok. 60% całkowitej linii brzegowej) otoczona jest lasem sosnowym, na pobrzeżu którego rosną olchy i brzozy. Około 65% linii brzegowej porośnięte jest przez pas trzciny pospolitej. W płytszych częściach jeziora pojawia się również rdestnica pływająca, rdest ziemnowodny oraz grążel żółty. Jezioro Kosobudzkie należy do małych i niezbyt głębokich jezior eutroficznych, zaliczanych do typu sandaczowego. Żyje w nim kilkanaście gatunków ryb m.in.: sandacze, leszcze, krąpie, okonie, płocie, wzdręgi, węgorze, ukleje oraz karpie, jednakże najliczniejszą populację tworzy płoć. Do największych okazów schwytanych na tym łowisku zalicza się duże karpie (do 10 kg).
W latach 1993, 1995 i 1997 wpuszczono do tego niewielkiego jeziora łącznie aż 1595 kg ryb, w tym: leszcza (342 kg tarlaków), płoć (300 kg narybku i tarlaków), amura (300 kg kroczka), karpia (268 kg kroczka), lina (130 kg kroczka), szczupaka (105 kg narybku i tarlaków) oraz 150 kg innych gatunków ryb. Nad brzegami zbiornika znajduje się kilkanaście pomostów wychodzących przed pas oczeretów.